# الهروب إلى القمة (فلم)
الهروب إلى القمة هو فيلم جريمة درامي مصري من إنتاج سنة 1996. الفيلم من إخراج عادل الأعصر، وتأليف محمد صفاء عامر، وإنتاج جمال منصور وجاسر عصمت، ومن بطولة نور الشريف، وإلهام شاهين، وعايدة رياض، وسعيد عبد الغني، ونبيل الحلفاوي. تدور أحداث الفيلم حول سيد الهوا سارق الخزن الذي يريد أن يتوب، لكن الضابط همام لا يتركه لحال سبيله، ويضطهده حتى يوشك على الانتقام منه، لكنه يقرر السفر بالخارج والعودة من جديد بهوية جديدة.

## القصة
سيد الهوا فني إليكترونيات، إحترف فتح الخزائن وسرقتها، ثم أراد التوبة لرعاية أمه المريضة ولكن همام ضابط المباحث، يقبض عليه كلما وقعت جريمة سرقة خزينة، ويعذبه ليعترف، لكن النيابة تفرج عنه، حتى قبض عليه يومًا، وقد إشتد المرض على أمه، وإحتجزه عدة أيام مستخدمًا أساليبه في التعذيب والإهانة، فلما افرجت عنه النيابة، كانت امه قد ماتت، فقرر الانتقام من الضابط بالسطو على خزينة منزله، ويتمكن من سرقة محتوياتها، في الوقت الذي كانت فيه زوجة الضابط الصحفية داليا خارجة من الحمام شبه عارية، فحاول سيد إغتصابها ووجهه ملثم، ولكنها قاومته وهددت بالانتحار فتركها، واصيبت داليا بإنهيار عصبي، بينما هرب سيد بالمسروقات، واستقل سيارة اجرة، فوقع لها حادث واحترقت بمن فيها، غير ان سيد كتبت له النجاة، وفقد بطاقته الشخصية التي عثر عليها البوليس وظنه ضمن الجثث المحترقة، بينما توقع الضابط همام أن السارق هو سيد الهوا، وظن انه اغتصب زوجته، ولم يصدق قولها بأنه لم يتمكن، وزاد شكه عندما علم أن داليا حامل فطلقها.
لجأ سيد إلى صديقته القديمة بالحارة شهد والتي تركت الحارة منذ زمن وانضمت لأحد عصابات مافيا نقل القمح بزعامة عزمي والتي تقامر بقوت الشعوب، والتي كانت تبحث عن وجه جديد ليكون واجهة للعصابة، ووجدت بغيتها في سيد، فضمته للعصابة، بعد أن اجرت له عملية تجميل لتغيير هيئته، ومنحته جواز سفر وهوية باسم وجدى الزيني كرجل أعمال كون ثروته خارج الوطن، وانضم لحزب معارض ودخل انتخابات مجلس الشعب بإسمه، وتعرف على الصحفية داليا المنضمة لصحيفة الحزب، والتي تعاونت معه لتقديم الاستجوابات للمسؤلين داخل المجلس، وكون وجدى ثنائى ناجح داخل المجلس مع رجل العصابة رمزي بيه المسئول الكبير بالحكومة، والذي كان يمد وجدى بالمعلومات التي يهاجمه بها، ثم يدافع المسئول عن موقفه بالمستندات، ويتلقى الاثنان الإشادة من المجلس، وأعجبت داليا بشخصية وجدى وأحبته، مما أثار غيرة شهد، ولكن الضابط همام انتبه لأن وجدى الزيني هو سيد الهوا، ولكن يعوزه الدليل، وتمكن من مواجهته، وحاول أن يعرف منه، أن كان قد اغتصب زوجته أم لا، ولكن وجدى لم يضعف أمامه ويعترف بماضيه، فقام همام بإبلاغ طليقته داليا بالحقيقة، والتي واجهت وجدى، الذي استفاق لنفسه وعاد لصوابه بعد أن رأى الجرم الذي يرتكبه بالمتاجرة بقوت الشعب، واعترف لداليا بالحقيقة وانها هي التي غيرته كما اعترف لهمام بأنه لم يلمس زوجته، وأمام جمع كبير من أعضاء الحزب، اعترف وجدى بأنه اللص سيد الهوا، وقبل أن يصرح بأسماء أعضاء مافيا القمح، تلقى عدة رصاصات أردته قتيلًا، ليلفظ انفاسه بين يدي داليا.

## طاقم التمثيل
- نور الشريف بدور سيد الهوا - وجدي الزين
- إلهام شاهين بدور داليا
- عايدة رياض بدور شهد
- سعيد عبد الغني بدور عزمي
- نبيل الحلفاوي بدور همام
- عطية عويس بدور والد داليا
- يسري مصطفى بدور علوي
- محمود طوبار بدور الضابط
- غريب محمود بدور المسجون
- يسري العشماوي بدور رمزي
- عبد الغني ناصر بدور مدير جريدة المعارضة
- عزت المشد بدور المتحدث عن الحزب
- أحمد أبو عبيه بدور عرفان

## وصلات خارجية
- مقالات تستعمل روابط فنية بلا صلة مع ويكي بيانات